# Премія імені Рінуса Міхелса

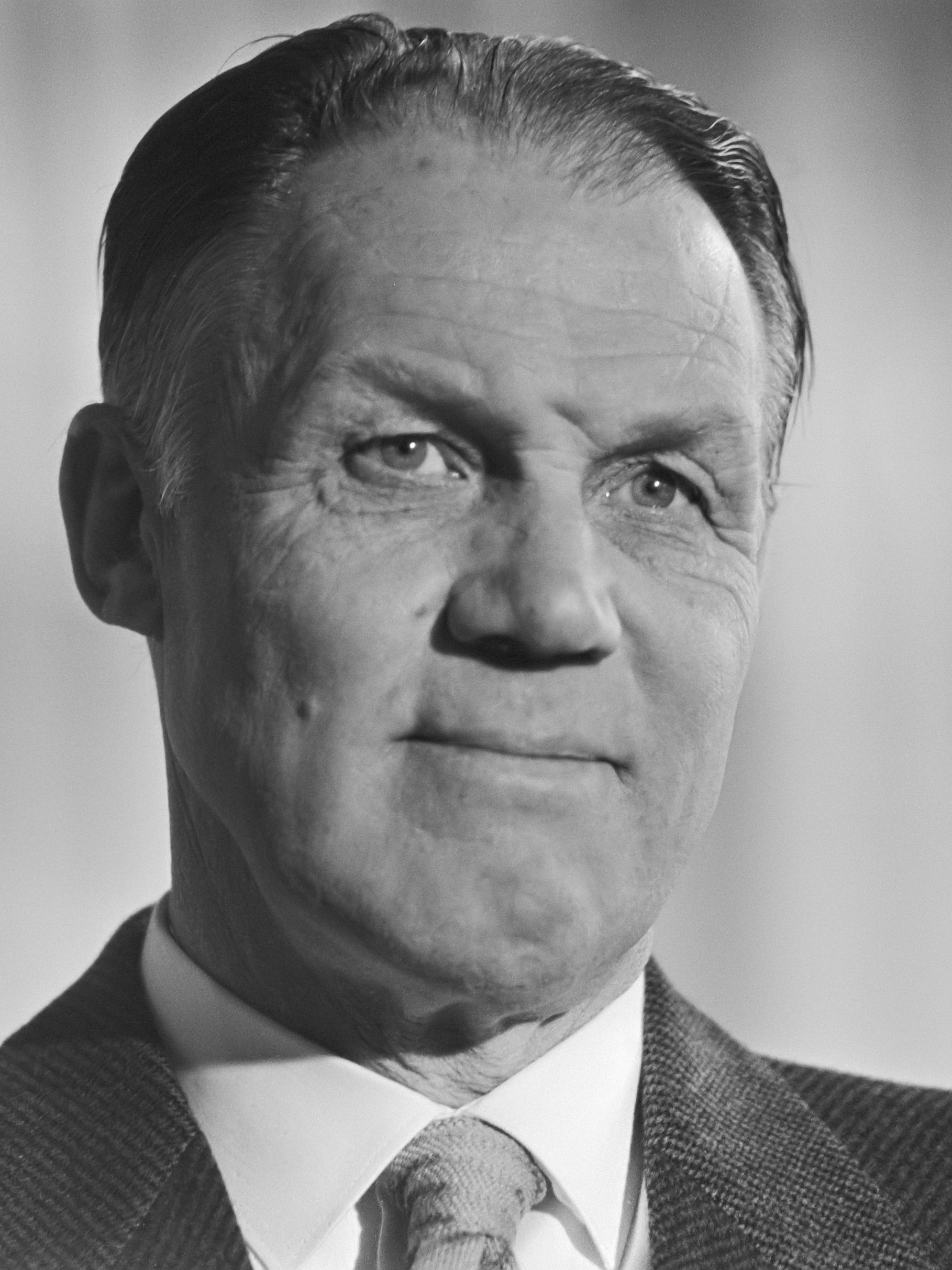
Рінус Міхелс

Премія імені Рінуса Міхелса (англ. Rinus Michels Award) — щорічна нагорода Королівського футбольного союзу Нідерландів, що вручається за підтримки Спілки футбольних тренерів Нідерландів (нід. Coaches Betaald Voetbal). Нагорода названа в честь Рінуса Міхелса, який в 1999 був названий ФІФА «Тренером століття».

## Категорії
- Тренер року в професійному футболі
- Тренер року в аматорському футболі
- Молодіжна академія року в професійному футболі
- Молодіжна академія року в аматорському футболі
- Приз футбольної спадщини (за внесок у розвиток футболу протягом кар'єри).

## Тренер року в професійному футболі
- Ко Адріансе (2004)
- Гус Гіддінк (2005)
- Гус Гіддінк (2006)
- Луї ван Гал (2007)
- Фред Рюттен (2008)
- Луї ван Гал (2009)
- Стів Макларен (2010)
- Мішель Прюдомм (2011)
- Рональд Куман (2012)
- Франк де Бур (2013)
- Франк де Бур (2014)

## Молодіжна академія року в професійному футболі
- «Аякс» (2004)
- «Аякс»(2005)
- «Аякс» (2006)
- ПСВ Ейндговен (2007.)
- «Твенте» (2008)
- «Спарта» (Роттердам) (2009)
- «Феєнорд» (2010)
- «Феєнорд» (2011)
- «Феєнорд» (2012)
- «Феєнорд» (2013)
- «Феєнорд» (2014)

## Приз футбольної спадщини
- Кес Рейверс (2004)
- Піт де Віссер (2005)
- Віл Курвер (2008)
- Фоппе де Хан (2009)
- Лео Бенгаккер (2010)
- Луї ван Гал (2013)